# La seconda notte
Pour plus de détails, voir Fiche technique et Distribution.
La seconda notte est un film italien réalisé par Nino Bizzarri, sorti en 1986, avec Margherita Buy et Maurice Garrel dans les rôles principaux. Il s'agit du premier film de Nino Bizzarri et du premier rôle de Margherita Buy au cinéma, qui obtient à cette occasion le Globe d'or de la meilleure actrice - révélation.

## Synopsis
Chaque année, en septembre, Fabris (Maurice Garrel) passe ses vacances dans un grand hôtel de luxe. Quelques années auparavant, il y a rencontré sa femme, morte depuis de manière prématurée, et n'a jamais cessé de revenir dans ce lieu. Durant le trajet qui le mène à l'hôtel, il a un heureux pressentiment. Sur place, il rencontre la jeune Lea (Margherita Buy), qui attire son regard, et dont il cherche, par jeu, à capter l'attention sans se découvrir.

## Fiche technique
- Titre : La seconda notte
- Titre original : La seconda notte
- Réalisation : Nino Bizzarri
- Scénario : Nino Bizzarri, Andrea Ferreri et Lucio Gaudino
- Photographie : Franco Lecca
- Montage : Alberto Bonotti
- Musique : Luigi Cinque (it)
- Décors : Massimo Corevi (it)
- Producteur : Emilio Bolles (it) et Enzo Bruno
- Société de production : BOA Cinematografica
- Pays d'origine :  Italie
- Langue : Italien
- Format : Couleur
- Genre : Drame
- Durée : 90 minutes
- Dates de sortie :  Italie : 3 septembre 1986 Mostra de Venise

## Distribution
- Margherita Buy : Lea
- Maurice Garrel : Fabris
- Kara Donati : la mère de Lea
- Katja Rupé : la chanteuse
- Luigi Mezzanotte (it) : un client de l'auberge

## Autour du film
- Premier film du réalisateur Nino Bizzarri et premier rôle au cinéma pour l'actrice Margherita Buy.

## Distinctions

### Prix
- Globe d'or de la meilleure actrice - révélation en 1986 pour Margherita Buy.